# Kriegeriella mirabilis
Kriegeriella mirabilis är en svampart som beskrevs av Höhn. 1918. Kriegeriella mirabilis ingår i släktet Kriegeriella och familjen Pleosporaceae.  Arten är reproducerande i Sverige. Inga underarter finns listade i Catalogue of Life.